# Scott Carpenter
Malcolm Scott Carpenter (* 1. Mai 1925 in Boulder, Colorado; † 10. Oktober 2013 in Denver, Colorado) war ein US-amerikanischer Astronaut und Aquanaut.

## Leben
Carpenters Eltern trennten sich, als er drei Jahre alt war. Weil seine Mutter an Tuberkulose litt, wuchs er bei Freunden der Familie auf. Nach dem Studium der Luftfahrttechnik an der Universität von Boulder trat Carpenter 1949 in die US Navy ein und wurde dort 1951 Pilot, ab 1954 Testpilot.

### Astronautenlaufbahn
1959 wurde er von der NASA in die erste Gruppe der US-Astronauten Mercury Seven gewählt. Er spezialisierte sich auf Kommunikation und Navigation. Als im Februar 1962 der erste US-Weltraumflug in die Erdumlaufbahn gestartet wurde, stand Carpenter als Ersatzmann für den Piloten John Glenn bereit.

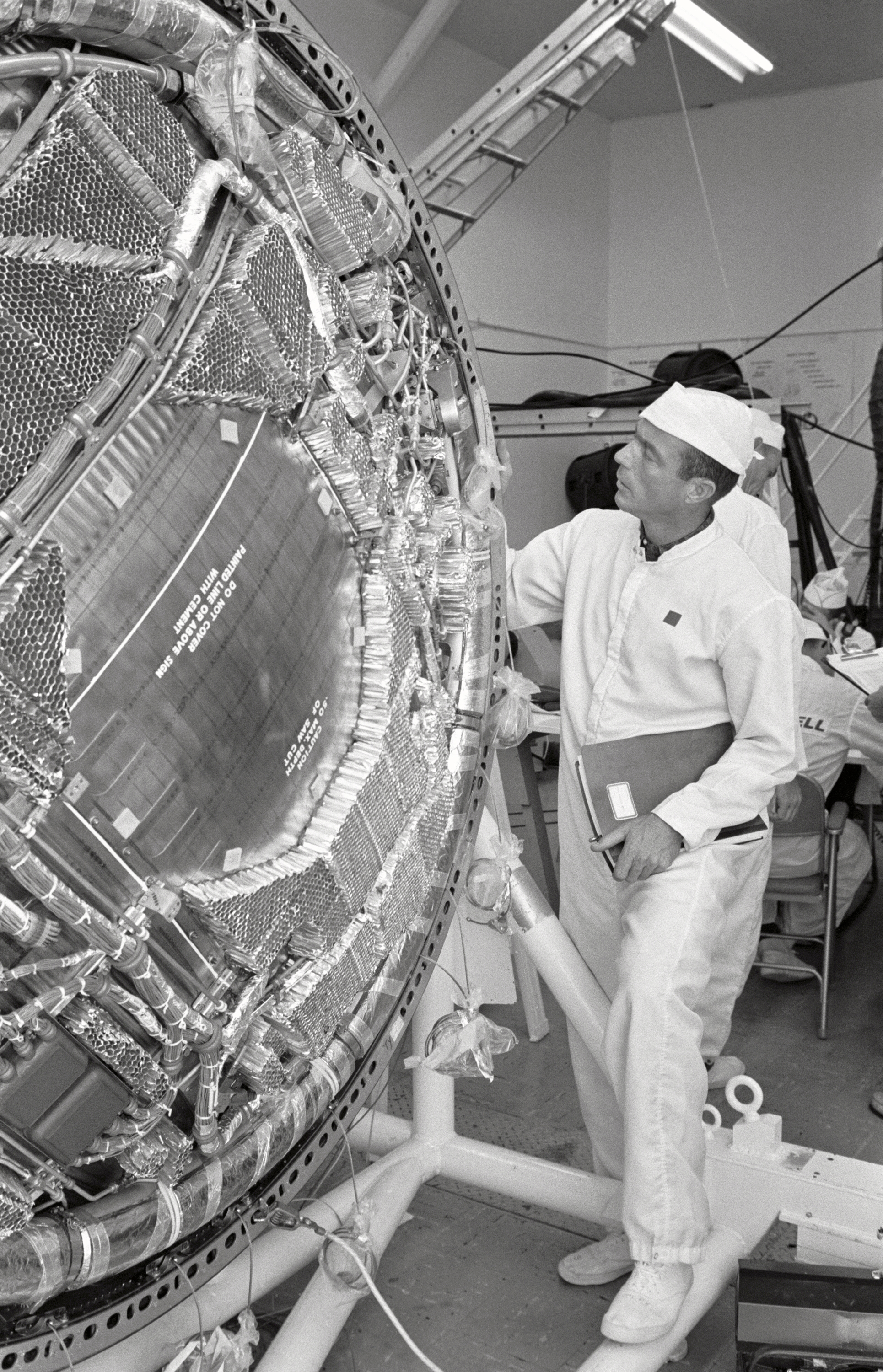
Carpenter überprüft den Hitzeschild von Aurora 7

Für den zweiten Flug eines Amerikaners im Orbit war zuerst Deke Slayton vorgesehen. Als dieser jedoch aufgrund von Herzproblemen nicht fliegen konnte, wurde Carpenter für diesen Flug ausgewählt. Am 24. Mai 1962 startete er dann mit der Mission Mercury-Atlas 7 in dem Raumschiff Aurora 7. Nach drei Erdumkreisungen landete er im Atlantik, allerdings 400 km vom Bergungsschiff entfernt, so dass er mehrere Stunden auf seine Bergung warten musste. Er war der einzige Mercury-Astronaut, der die Kapsel über die Ausstiegsluke an deren Spitze verlassen hatte, wie es ursprünglich von den Technikern auch geplant worden war, alle anderen Astronauten nutzten die seitliche Sprengluke.
Seine weiteren Aufgaben bei der NASA beinhalteten die Überwachung von Entwicklung und Konstruktion der Mondlandefähre für das Apollo-Programm. Von der NASA beurlaubt, nahm Carpenter am Sealab-II-Projekt der US-Marine teil. In dieser Zeit zog er sich bei einem Motorradunfall Verletzungen am linken Arm zu, welche dessen Beweglichkeit beeinträchtigten. Trotz zweier chirurgischer Eingriffe (1964 und 1967) erlangte er seine Raumflugtauglichkeit nicht mehr. Im Sommer 1965 verbrachte er einen Monat in einer Unterwasserstation in 60 Meter Tiefe. Nach seiner Rückkehr zur NASA nutzte Carpenter diese Erfahrungen als Verantwortlicher für das Unterwassertraining der Astronauten.

### Nach der NASA
Im August 1967 verließ Carpenter die NASA endgültig und kehrte zur Marine zurück, wo er die Aquanauteneinsätze des Sealab-III-Projekts leitete. 1969 schied er aus dem Militärdienst aus. Carpenter gründete die Beteiligungsgesellschaft Sear Sciences, deren Ziel es war, Meeresressourcen besser zu nutzen. Hierbei arbeitete er eng mit dem französischen Meeresforscher Jacques-Yves Cousteau zusammen. Er tauchte in allen Ozeanen, auch unter dem Eis des Nordpolarmeers.

### Privates
Carpenter schrieb zwei Romane und eine Autobiografie. Er war viermal verheiratet, wurde dreimal geschieden und wurde Vater von sieben Kindern. Er starb im Oktober 2013 im Alter von 88 Jahren in einem Krankenhaus in Denver an den Folgen eines Schlaganfalls.

## Schriften
- (mit Kris Stoever): For spacious skies : the uncommon journey of a Mercury astronaut. Harcourt, Orlando 2002.
- Deep Flight. Roman. Pocket Books, New York 1991.
- The Steel Albatross. Roman. Pocket Books, New York 1991.
- Inner Space. Silver Burdett, Morristown, N.J. 1969.
- Exploring space and sea. Smithsonian Institution Press, Washington 1967.
- (mit den anderen Astronauten des Mercury-Programms): We Seven. Simon & Schuster, New York 1962.